# Tolleby
Tolleby är en småort i Stenkyrka socken i Tjörns kommun i Bohuslän.